# L'incubo sul fondo
L'incubo sul fondo (Creatures of the Abyss) è un romanzo di fantascienza del 1961 dello scrittore statunitense Murray Leinster. 

## Trama
Terry Holt, elettronico ed elettricista, con negozio a Manila, deve scappare dalla città a causa degli imbrogli del socio in affari. Accetta così di imbarcarsi sulla nave scientifica-esploratrice guidata dal dottor Morton e dalla figlia, per conto degli Stati Uniti, alla ricerca della causa degli strani segnali che vengono rilevati dai sonar e che provocano strani effetti sui pesci.
Scopriranno così un tentativo di invasione extraterrestre, con base operativa sul fondo dell'oceano e combatteranno per scacciare gli invasori.

## Edizioni
La traduzione dell'edizione Urania e Classici Urania è di Bianca Russo, e le copertine - differenti nelle due edizioni - sono di Karel Thole. 
- Murray Leinster, Creatures of the Abyss, Berkley Books, 1961.
- Murray Leinster, L'incubo sul fondo, traduzione di Bianca Russo, Urania n° 294, Mondadori, 1962,  p. 112.
- Murray Leinster, L'incubo sul fondo, traduzione di Bianca Russo, Classici Urania n° 77, Mondadori, 1983,  p. 149.